# Chamaexeros
Chamaexeros é um género botânico pertencente à família Laxmanniaceae.